# Schweizerische Botschaft in Berlin

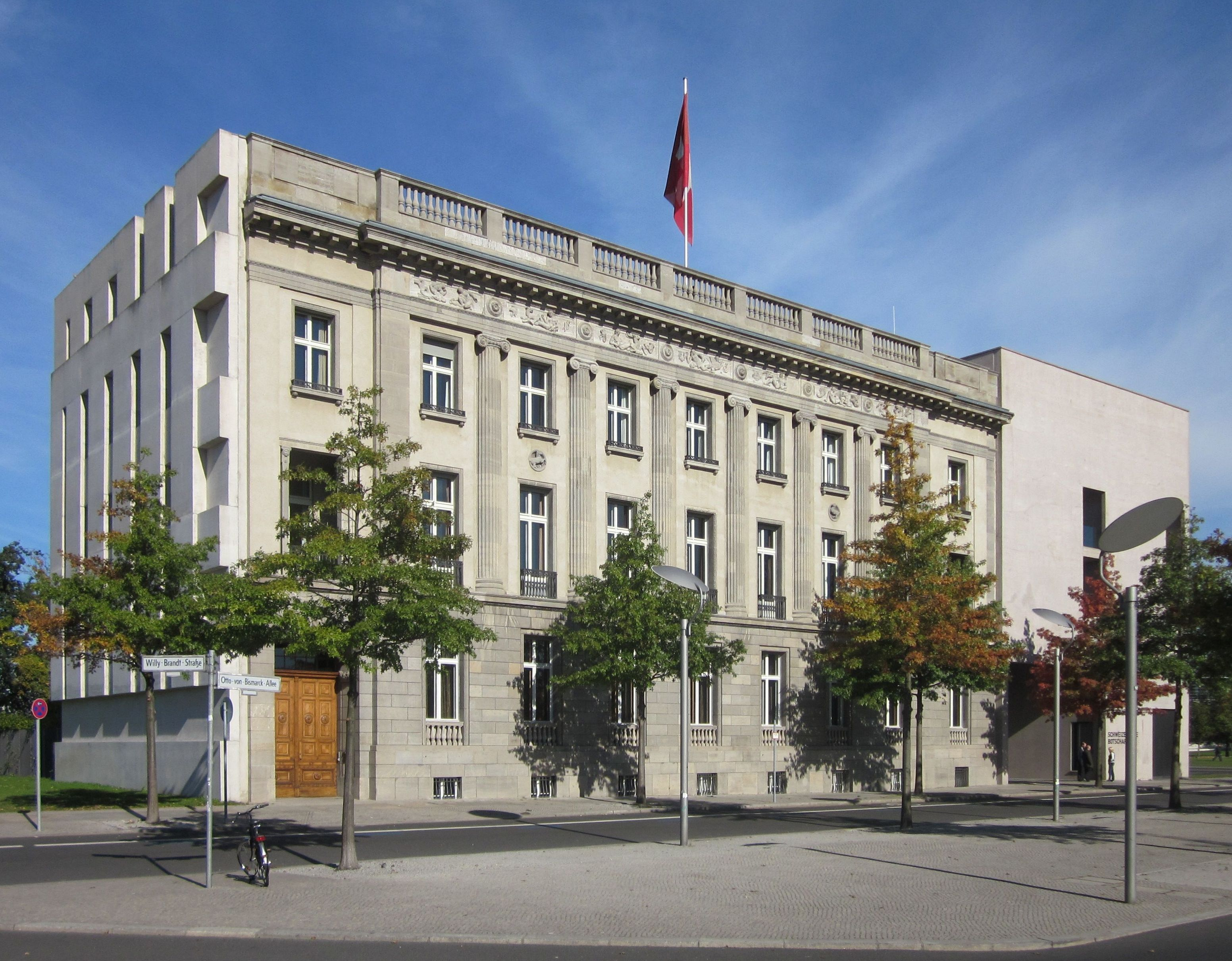
Schweizerische Botschaft in Berlin-Tiergarten

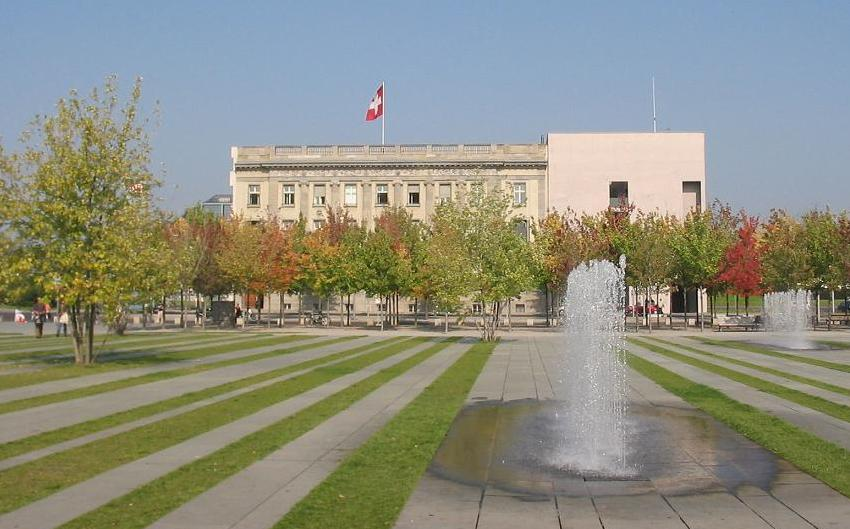
Schweizerische Botschaft mit dem Neubau auf der rechten Seite

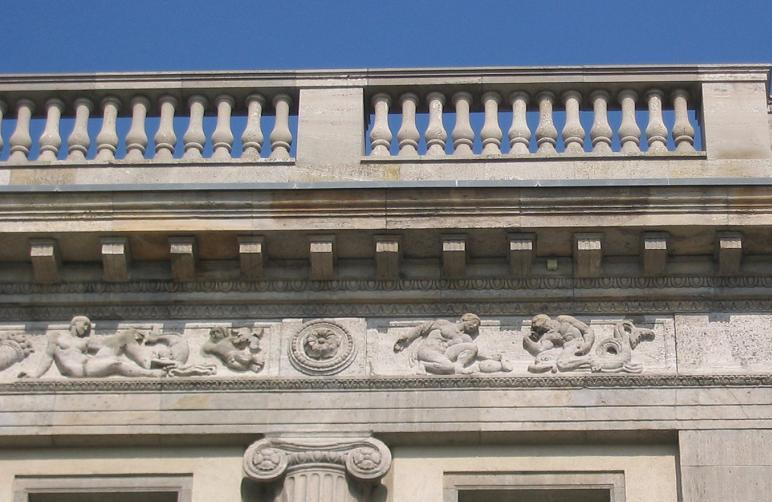
Fries am Altbau

Die Schweizerische Botschaft Berlin ist der Sitz der diplomatischen Vertretung der Schweizerischen Eidgenossenschaft in Deutschland.

## Standort
Das Botschaftsgebäude befindet sich an der Otto-von-Bismarck-Allee am Südrand des Berliner Spreebogenparks, in unmittelbarer Nähe zum Bundeskanzleramt im Ortsteil Tiergarten des Bezirks Mitte.

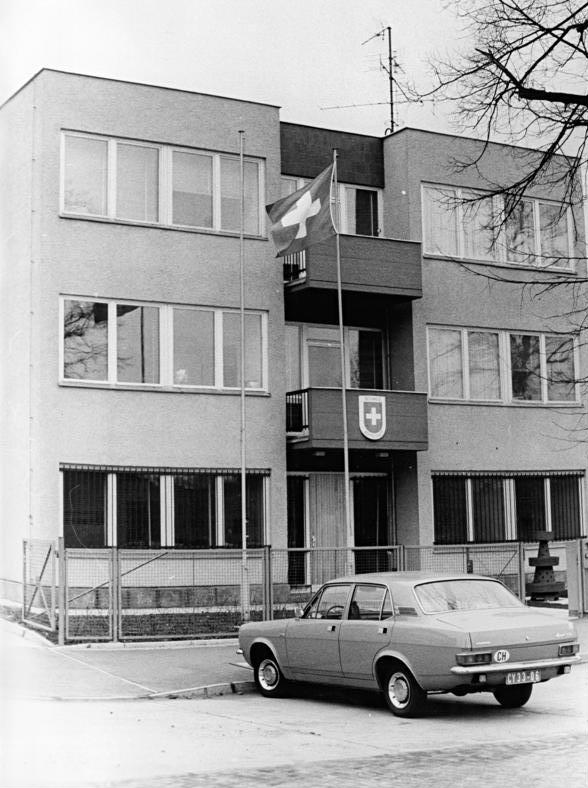
Schweizerische Botschaft in der DDR in der Straße Esplanade 21, 1973

## Geschichte
Der heutige Sitz der Schweizerischen Botschaft wurde durch den Architekten Friedrich Hitzig in den Jahren 1870/1871 als privates Stadtpalais im Alsenviertel für Friedrich Frerichs an der Moltkestraße errichtet. Dessen Patient, der Schriftsteller Dostojewski, beschrieb sie einmal so: „Diese Leuchte der deutschen Wissenschaft wohnt in einem Palast (buchstäblich).“
1907 wurde das Haus an seinen Nachbarn, den Rentier Max Esser verkauft, 1910 an den Chemie-Fabrikanten Erich Kunheim (die Firma Kunheim war seinerzeit der größte Ammoniakproduzent in Deutschland, auch Hersteller von Cyan, dem Ausgangsstoff für die industrielle Herstellung des Berliner Blau). 1910/1911 integrierte der Architekt Paul Otto August Baumgarten diesen Vorgängerbau in die neoklassizistische Villa Kunheim. Dabei erweiterte er den ursprünglich zweigeschossigen, siebenachsigen Bau zu einem dreigeschossigen mit neun Achsen. Ionische Säulen in Wandnischen über dem hohen Sockelgeschoss gliedern die Fassade. Puttenreliefs schmücken den Fries. Das Haus wurde nun zeitweise Mittelpunkt der Berliner Gesellschaft.
Die Schweizerische Eidgenossenschaft erwarb 1919 das Gebäude. Nach Umbauten diente es ab 1920 als Kanzlei der Schweizer Gesandtschaft sowie als Residenz des Gesandten.
Die Abrissarbeiten für die Welthauptstadt Germania und den Zweiten Weltkrieg überstand die Botschaft als einziges Bauwerk im Spreebogen ohne gravierende Schäden. Nach Beginn der Bombenangriffe war die Botschaft im Schloss Rauschendorf bei Sonnenberg untergebracht worden. In der Schlussphase der Schlacht um Berlin diente das Botschaftsgebäude Ende April 1945 der Roten Armee als Stützpunkt bei der Eroberung des Reichstags. Die im Haus vorgefundenen Angehörigen der Botschaft wurden zunächst im Keller eingesperrt und dann nach Moskau verschleppt, von wo sie erst Monate nach Kriegsende zurückkehren durften.
In den ersten Nachkriegsjahren war das Gebäude Sitz der Heimschaffungsdelegation, die sich mit der Heimführung schweizerischer Staatsangehöriger aus den ehemaligen deutschen Ostgebieten befasste. Nach Gründung der Bundesrepublik Deutschland 1949 wurde aus der Heimschaffungsdelegation eine Schweizerische Delegation. 1973 wurde die Delegation in ein Generalkonsulat umgewandelt. Die Botschaft der Schweiz in Deutschland befand sich bis 1999 bei bzw. in Bonn. In der DDR unterhielt die Schweiz ab 1973 eine Vertretung im Ost-Berliner Stadtbezirk Pankow. Unter den Angestellten befanden sich der 1975 als Fluchthelfer verurteilte Koch Peter Gross wie auch ein ihn bespitzelnder Chauffeur. Das in der Esplanade 21 errichtete Botschaftsgebäude gehörte einem von Eckart Schmidt entworfenen Standardtyp an. Es wurde nach der deutschen Wiedervereinigung nicht weiter genutzt.
Nachdem die endgültige Entscheidung zugunsten Berlins als Bundeshauptstadt gefallen war, wurde das Gebäude des Generalkonsulats im Oktober 1992 Sitz der Außenstelle der Schweizerischen Botschaft in Bonn.
Das Botschaftsgebäude wurde renoviert und erhielt an der Ostseite einen Erweiterungsbau nach Entwürfen des Architekturbüros Diener & Diener. Noch vor dem Abschluss der letzten Arbeiten im Frühjahr 2001 bezog die Schweizerische Botschaft im Jahr 2000 das Gebäude.
Einer der bekanntesten Botschafter der letzten Jahre in Berlin war Thomas Borer, der wegen einer von der Schweizer Boulevardzeitung SonntagsBlick frei erfundenen Affäre im Jahr 2002 von seinem Posten abberufen wurde. Seit dem 8. Dezember 2023 ist Livia Leu als Botschafterin akkreditiert.